# Zbjeg
Zbjeg is een plaats in de gemeente Bebrina in de Kroatische provincie Brod-Posavina. De plaats telt 510 inwoners (2001).